# Trapped in a Box
«Trapped in a Box» es una canción interpretada por la banda estadounidense No Doubt, incluida en su álbum debut homónimo de 1992. Formados por Gwen Stefani como vocalista, Eric Stefani como tecladista, Tony Kanal como bajista, Tom Dumont como guitarrista y Adrian Young como baterista, firmaron un contrato discográfico con la compañía Interscope Records, en 1991. La banda compuso «Trapped in a Box» durante un período de tres meses, en un estudio profesional de Los Ángeles, en California. Fue compuesta por los hermanos Stefani, Dumont y Kanal, y producida por ellos y Dito Godwin. Musicalmente, contiene ritmos de ska y su letra se basa en un poema que Dumont escribió sobre ser adictos a la televisión y cómo puede ser controlada la forma de pensar.
En términos generales, «Trapped in a Box» obtuvo reseñas variadas de los críticos musicales; por un lado, lo calificaron como uno de los mejores temas del álbum, pero otros lo describieron de «raro» y «horrible», además de que la voz de Gwen fue definida como «un delfín atrapado en un ser humano». Por otro lado, el álbum No Doubt obtuvo un fracaso comercial, al no ingresar a ninguna lista y vender tan solo 30 000 copias. Por este motivo, Interscope se negó a financiar el lanzamiento de un sencillo, por lo tanto, No Doubt publicó «Trapped in a Box» en 1992 y la promocionaron con un videoclip, que fue dirigido por Myke Zykoff y muestra a la banda tocando la canción en diferentes lugares, como en un cuarto, el techo de una casa y en una habitación rodeada de personas, entre otros. Sin embargo, tanto el tema como el videoclip tampoco lograron tener una recepción positiva.

## Antecedentes y composición

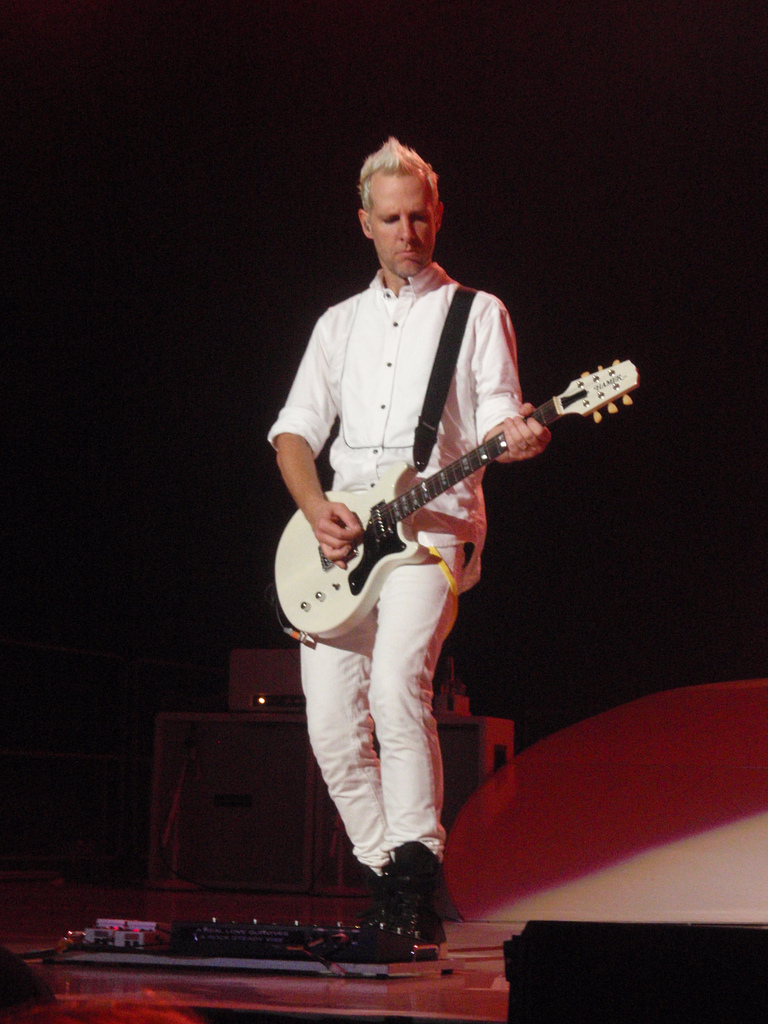
«Trapped in a Box» se basa en un poema que el guitarrista Tom Dumont (foto) escribió sobre ser adictos a la televisión y cómo puede ser controlada la forma de pensar.

John Spence, Eric Stefani y la hermana de este, Gwen Stefani, formaron la banda No Doubt luego de haber trabajado juntos en un local de Dairy Queen. Posteriormente, Tony Kanal se unió a la banda como el bajista tras haber asistido a uno de los primeros conciertos que los integrantes realizaron en el Condado de Orange, en California. Tras varios cambios en la banda, como el suicidio de Spence en diciembre de 1987, Gwen tomó el lugar de vocalista, mientras que los nuevos integrantes, Tom Dumont y Adrian Young, se convirtieron en el guitarrista y baterista de la banda, respectivamente. Ya formados oficialmente, firmaron un contrato con la recién creada compañía discográfica Interscope Records en 1991 e iniciaron las sesiones de grabación de su primer álbum de estudio. El proceso duró tres meses, desde octubre de 1991 a enero de 1992. En ese lapso, compusieron y produjeron un total de 14 canciones para el disco —entre ellas «Trapped in a Box»— que llevó de título No Doubt.
La canción se basa en un poema que el guitarrista Tom Dumont escribió sobre ser adictos a la televisión y cómo puede ser controlada la forma de pensar. De este modo, Eric Stefani formó el arreglo, mientras cada uno aportada letras. «Trapped in a Box» presenta una sección de instrumentos de viento y viento metal, como la trompeta, el trombón y el saxofón, y utiliza ritmos de ska inspirados en Madness y Fishbone. El sitio web 19.5degs.com lo describió como una canción «skiffling». Según la partitura publicada en Musicnotes por Kobalt Music Publishing America, Inc., «Trapped in a Box» se establece en un compás de tiempo común y está compuesta en la tonalidad de re mayor. Presenta un tempo de ska «moderadamente brillante» de 126 pulsaciones por minuto y el registro vocal de Stefani se extiende desde la nota aguda la3 a la grave re5. Sigue la progresión armónica de re-fa-re-fa-re-fa en los dos primeros versos, para luego cambiar a sol-si♭-sol-si♭-re-fa en los dos siguientes. Según Sarah McDonnell, de musicOMH, la canción expresa una frustración pura por las limitaciones del estereotipo femenino. Por su parte, Paris Montoya y Tom Lanham, en su análisis a «Trapped in a Box» en las notas del álbum recopilatorio The Singles 1992-2003, sostuvieron que: «Ciertamente, "Trapped" también estaba allí para la radio de la época. [Sin embargo], no fue promocionado con empuje y en gran medida cayó sobre oídos sordos en un mundo cautivado por una "revolución alternativa", principalmente centrada en la agresión masculina».

## Recepción crítica
En términos generales, «Trapped in a Box» obtuvo comentarios variados de los críticos musicales. En sus reseñas a No Doubt, John Bush de Allmusic y un editor del sitio Rhapsody calificaron a la canción como una de las mejores del disco. En su crítica al álbum recopilatorio The Singles 1992-2003, un reportero de Kidzworld sostuvo que si eres como la mayoría, que solo descubrió a No Doubt cuando sacó su disco Tragic Kingdom, con The Singles 1992-2003 serás capaz de averiguar canciones que hicieron antes de ese álbum, como «Trapped in a Box». Por su parte, Stephen Thomas Erlewine de Allmusic comentó que es tan «interesante» como «Just a Girl» y la sexy neo-electro de «Hella Good». Sin embargo, en una reseña un poco menos positiva, Sarah McDonnell de musicOMH la describió como un sencillo «raro, casi novedoso». Por su parte, un editor de Hip Online la calificó de «horrible» y mencionó que en aquellos primeros días, Stefani sonaba como un delfín atrapado en un ser humano. En la misma vena, el sitio web 19.5degs.com lo calificó como uno de los temas más débiles de The Singles 1992-2003, pero que su letra inteligente lo compensaba. Por último, la revista adolescente Teen Ink afirmó, en su opinión al álbum recopilatorio, que ofrece cada éxito que No Doubt ha tenido, incluso su más antiguo «Trapped in a Box».

## Vídeo musical
Después de las pocas ventas de No Doubt, Interscope no deseaba financiar el lanzamiento de un sencillo del álbum. No obstante, la banda respaldó la filmación de un vídeo musical para la canción de sus propios bolsillos. Aproximadamente $5000 se gastaron en él. Sin embargo, a pesar de las esperanzas de la banda, no obtuvo promoción ni tampoco fue transmitido en el canal de música estadounidense MTV. Asimismo, no logró posicionarse en ninguna lista musical del mundo. Por otro lado, el sencillo figuró posteriormente en el álbum recopilatorio de la banda, The Singles 1992-2003 (2003) y en la caja recopilatoria Boom Box, mientras que el vídeo fue incluido en el DVD The Videos 1992-2003.
Dirigido por Myke Zykoff, el vídeo muestra a la banda tocando la canción en diferentes lugares; inicia en un cuarto pequeño mientras los integrantes interpretan el tema, luego cambia a un estudio de televisión donde los miembros, a excepción de Adrian Young, que está semidesnudo, visten de trajes y atuendos casuales. En otras escenas, se ve a la banda tocando la canción en el techo de una casa y en una habitación rodeada de personas. El videoclip finaliza con un hombre viendo a la banda en la televisión.

## Créditos y personal
- Composición: Eric Stefani, Tom Dumont, Gwen Stefani y Tony Kanal.
- Producción: Dito Godwin y No Doubt.
- Voz: Gwen Stefani.
- Bajo: Tony Kanal.
- Batería: Adrian Young.
- Guitarra eléctrica: Tom Dumont.
- Teclados: Eric Stefani.
- Saxofón: Eric Carpenter.
- Trompeta: Don Hammerstedt.
- Trombón: Alex Henderson.
- Masterización: Dave Collins (A&M Studios).
- Ingeniería: Michael Carnevale.
- Grabación: Michael Carnevale (A&R Studio, Hollywood, California).

Fuentes: Discogs y notas de No Doubt.